# Aleksey Polyakov
Aleksey Nikolayevich Polyakov (ros. Алексей Николаевич Поляков; ur. 28 marca 1974 w Szebiekino) – uzbecki piłkarz, pochodzenia rosyjskiego występujący na pozycji bramkarza.